# Duiliu Marcu
Duiliu Marcu (Calafat, 1885 - Bucarest, 1966) fue un arquitecto rumano. Su obra combina la tradición nacional con las formas arquitectónicas contemporáneas. Estudió en la Escuela de Bellas Artes de París. Fue profesor del Instituto de Arquitectura Ion Mincu. Autor de:
- Hotel Athenée Palace, 1925 - 1927.
- Pabellón de Rumanía para la Exposición Internacional de Barcelona (1929).
- Biblioteca de la Academia Rumana, 1936 - 1938.
- Palacio Monopolurilor de Stat, 1934 - 1941.
- Academia Militar, 1937 - 1939.
- Consejo de Ministros.
- Palacio Victoria.
- Plaza Unirii, Oradea.
- Teatro de Timişoara.
- Politécnica de Timişoara.
- Palacio Elisabeta